# Natalia de Rusia
Natalia Románova (en ruso, Наталья Алексеевна; San Petersburgo, 21 de julio de 1714-Moscú, 22 de noviembre de 1728) fue una gran princesa de Rusia, hija mayor del zarévich Aleksey Románov (hijo del zar Pedro el Grande) y de Carlota Cristina de Brunswick-Wolfenbüttel.

## Primeros años
Natalia nació en San Petersburgo, el 21 de julio de 1714. Hija mayor de Alejo Petróvich Románov y de su esposa, Carlota Cristina de Brunswick-Wolfenbüttel, fue descrita como la favorita de la familia real. Ella y su hermano, el futuro zar Pedro II de Rusia, fueron trasladados a la corte rusa en 1719. Su hermano se convirtió en monarca en 1727.

## Muerte

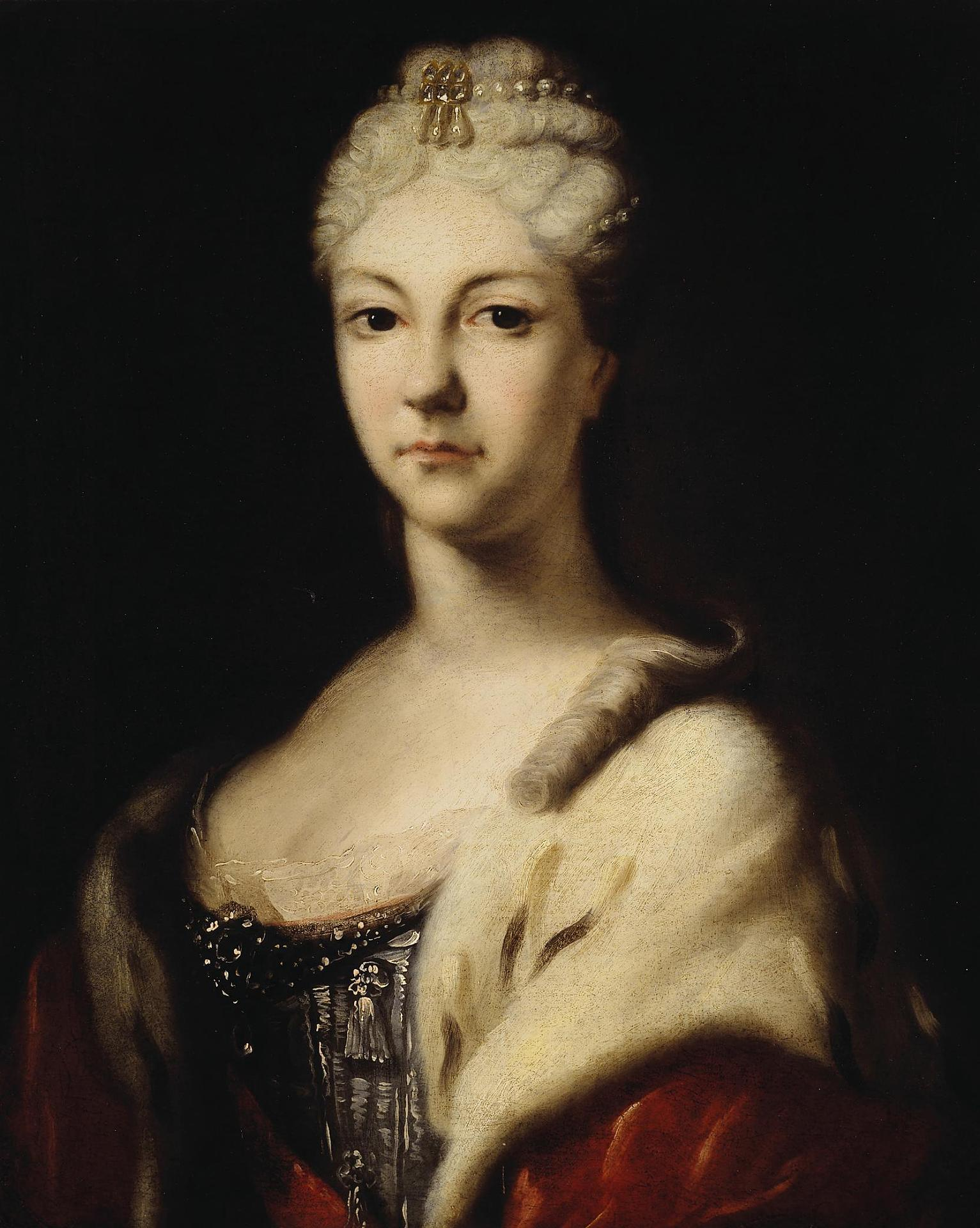
La gran princess Natalia por Iván Nikitin

Natalia no era muy agraciada, pero era una chica amable e inteligente. Estaba muy unida a su hermano Pedro, un año menor, y como hermana mayor le proporcionó un gran afecto, pero murió tan solo a los 14 años de edad. 
Antes de su muerte, su hermano Pedro (fallecido también a los 14 años en 1730), según la leyenda, delirante, ordenó ir por el trineo e ir con su hermana Natalia.

## Galería

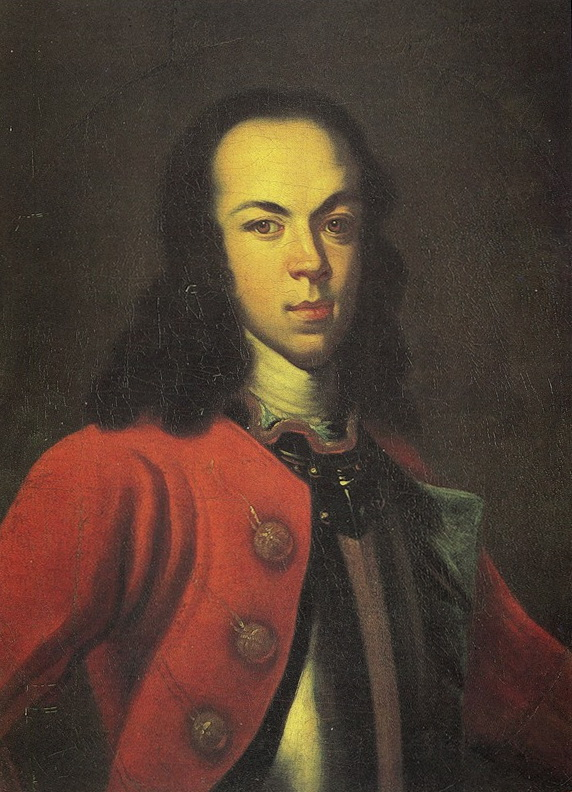
Alejo de Rusia, padre de Natalia.
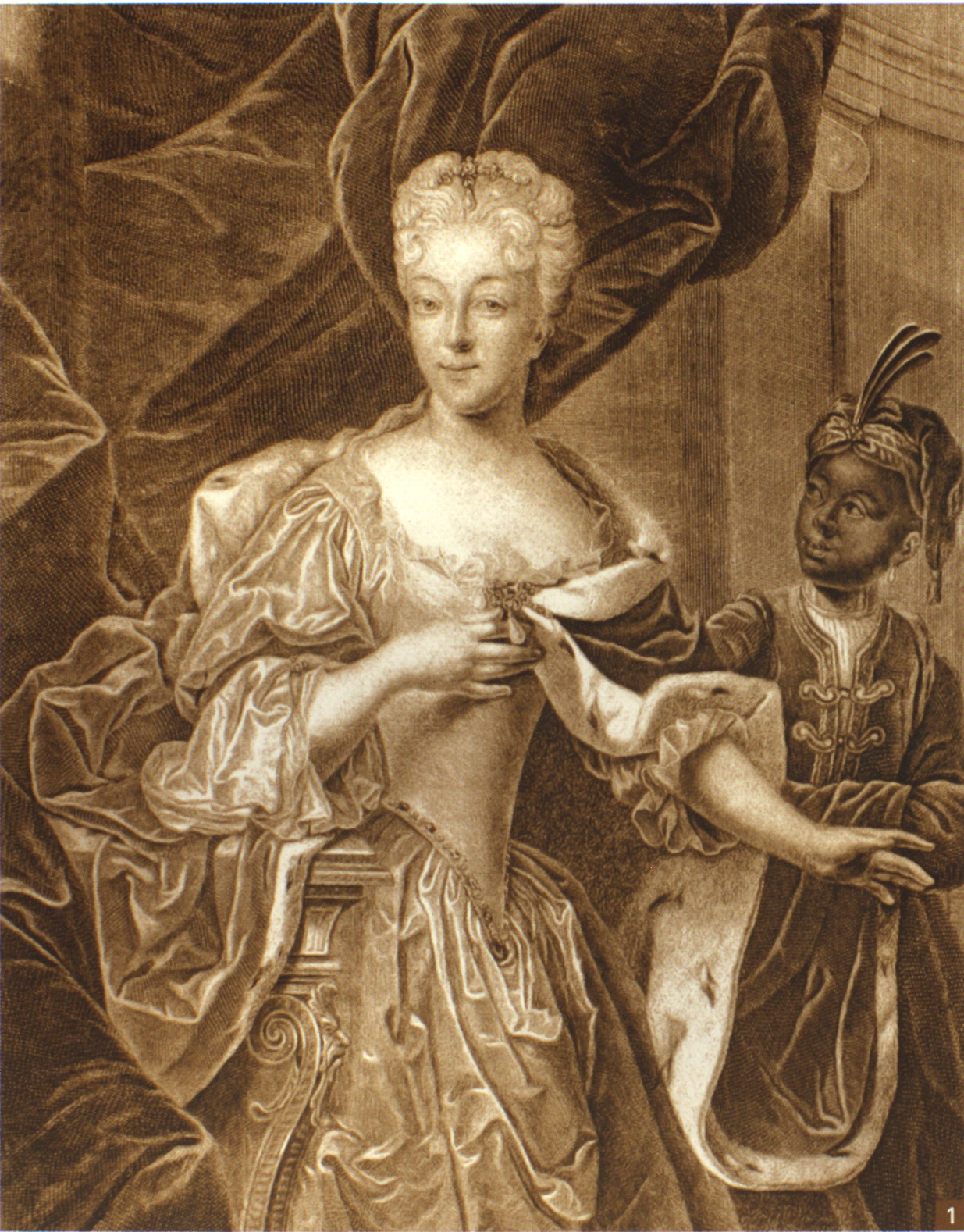
Carlota Cristina de Brunswick-Wolfenbüttel, madre de Natalia.
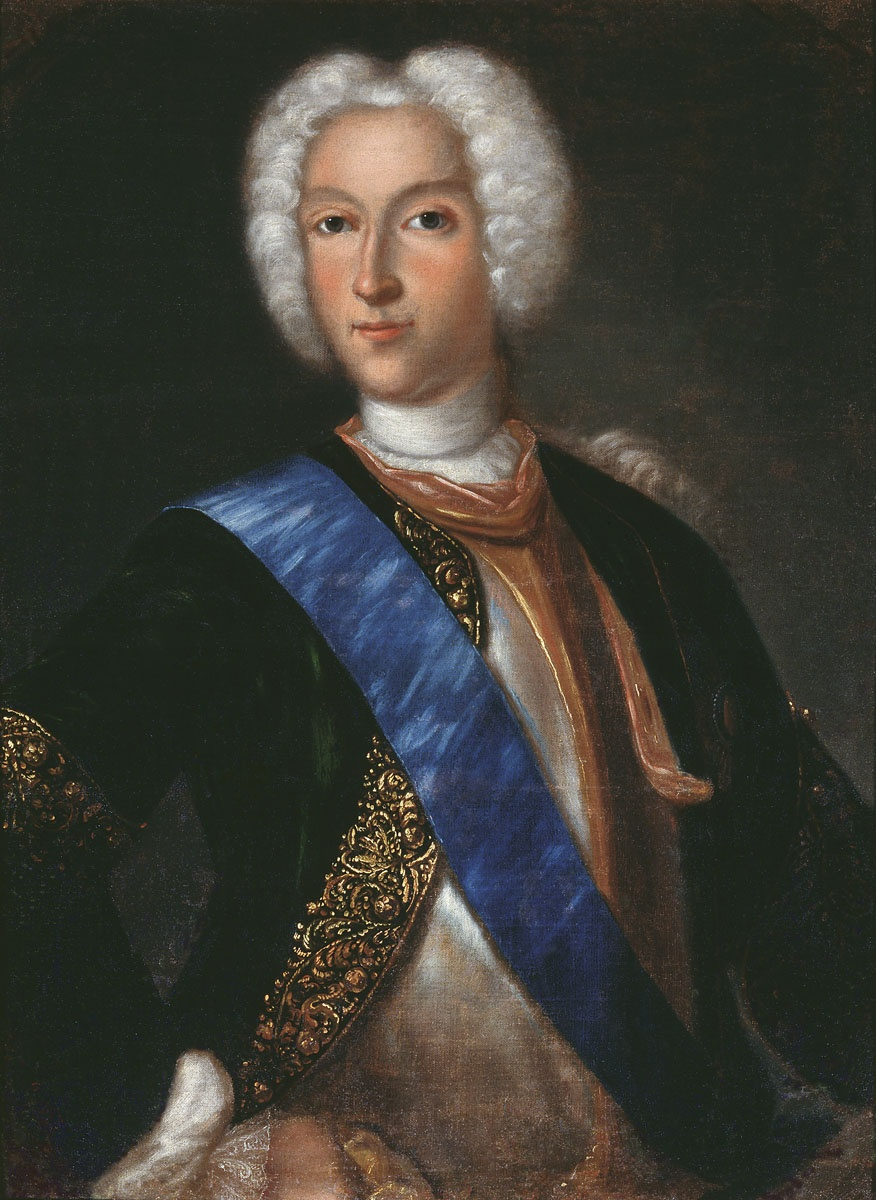
Su hermano, Pedro II de Rusia.

## Ascendencia
| Natalia de Rusia | Padre: Alejo Petróvich Románov                    | Abuelo paterno: Pedro I de Rusia                       | Bisabuelo paterno: Alejo I de Rusia                                        |
| Natalia de Rusia | Padre: Alejo Petróvich Románov                    | Abuelo paterno: Pedro I de Rusia                       | Bisabuela paterna: Natalia Narýshkina                                      |
| Natalia de Rusia | Padre: Alejo Petróvich Románov                    | Abuela paterna: Eudoxia Lopujiná                       | Bisabuelo paterno: Fiódor Abrámovich Lopujín                               |
| Natalia de Rusia | Padre: Alejo Petróvich Románov                    | Abuela paterna: Eudoxia Lopujiná                       | Bisabuela paterna: Ustinia Bogdánovna Rtíscheva                            |
| Natalia de Rusia | Madre: Carlota Cristina de Brunswick-Wolfenbüttel | Abuelo materno: Luis Rodolfo de Brunswick-Wolfenbüttel | Bisabuelo materno: Antonio Ulrico de Brunswick-Luneburgo                   |
| Natalia de Rusia | Madre: Carlota Cristina de Brunswick-Wolfenbüttel | Abuelo materno: Luis Rodolfo de Brunswick-Wolfenbüttel | Bisabuela materna: Isabel Juliana de Schleswig-Holstein-Sonderburg-Norburg |
| Natalia de Rusia | Madre: Carlota Cristina de Brunswick-Wolfenbüttel | Abuela materna: Cristina Luisa de Oettingen-Oettingen  | Bisabuelo materno: Alberto Ernesto I de Ottingen-Ottingen                  |
| Natalia de Rusia | Madre: Carlota Cristina de Brunswick-Wolfenbüttel | Abuela materna: Cristina Luisa de Oettingen-Oettingen  | Bisabuela materna: Cristina Federica de Wurtemberg                         |

- Datos: Q2437189
- Multimedia: Natalia Alexeevna (1714–1728) / Q2437189